# Eichenberg (Austria)
Eichenberg es una localidad del distrito de Bregenz, en el estado de Vorarlberg, Austria, con una población estimada a principio del año 2018 de 427 habitantes. 
Se encuentra ubicada al norte del estado, cerca de la frontera con Alemania (estado de Baviera) y de las montañas Arlberg que la separan del estado del Tirol.